# Christoph Ernst Luthardt
Christoph Ernst Luthardt, född den 22 mars 1823, död den 21 september 1902, var en tysk luthersk teolog. 
Luthardt blev 1854 extra ordinarie professor i Marburg och 1856 ordinarie professor i Leipzig. Till sin åskådning, på vilken Thomasius, von Hofmann och framför allt Harless övat det största inflytandet, stod han den så kallade Erlangenskolan närmast. Som teolog utmärktes han inte av någon större originalitet, men vann genom älskvärd och imponerande personlighet, sällsynt talarbegåvning och synnerlig förmåga att populärt och klart framställa och mot angrepp av olika slag försvara den kristna åskådningen stort anseende och inflytande även utom Tysklands gränser, inte minst i Sverige. Särskilt hans många apologetiska föredrag gjorde honom bekant också i vidare kretsar. Även i kyrkopolitiskt hänseende intog han, särskilt som redaktör (1868-80) av "Allgemeine evangelisch-lutherische Kirchenzeitung" och som ledare av den allmänna evangelisk-lutherska konferensen, en mycket inflytelserik ställning på den konfessionell-lutherska sidan. Det i vetenskapligt hänseende mest betydande av hans många arbeten är Geschichte der christlichen Ethik (2 band, 1888-93). 
I övrigt kan nämnas Das johanneische Evangelium (2 band, 1852-53; 2:a upplagan 1875-76), Die Lehre von den letzten Dingen (1861; 3:e upplagan 1885), Die Offenbarung Johannis (1861; svensk översättning 1863 och 1870), Die Lehre vom Freien Willen (1863), Kompendium der Dogmatik (1865, 10:e upplagan 1900; svensk översättning 1879), Apologetische Vorträge (4 band, 1864-80, 14:e upplagan 1896; delvis översatt till svenska 1865, 1870, 1875, 1888), Die Ethik Luthers (1867, 2:a upplagan 1875; svensk översättning 1900), Die modernen Weltanschauungen und ihre praktischen Konsequenzen (1880, 3:e upplagan 1891; svensk översättning 1880, 2:a upplagan 1887), Die antike Ethik (1887), Kompendium der theologischen Ethik (1896; 2:a upplagan 1898) och Die christliche Glaubenslehre, gemeinverständlich dargestellt (1898). Utom för "Allgemeine evangelisch-lutherische Kirchenzeitung" var han från 1880 redaktör för "Theologisches Literaturblatt" samt 1880-89 för "Zeitschrift für kirchliche Wissenschaft und kirchliches Leben". Han utgav även det självbiografiska arbetet Erinnerungen aus vergangenen Tagen (1889; 2:a upplagan 1891).